# Regula Salvatoris
Regula Salvatoris, latin Frälsarens regel, är en skrift som innehåller heliga Birgittas klosterregler för den orden hon grundade för både kvinnor och män, Ordo Sanctissimi Salvatoris, det vill säga Birgittinorden.